# Момиче на война
„Момиче на война“ (на английски: Girl at War) е дебютният роман на американската глуха писателка с хърватски корени Сара Нович. Книгата е издадена за първи път на английски през 2015 г. и през 2016 г. печели на авторката награда „Алекс“.

## Сюжет
Книгата разказва историята на десетгодишната Ана Юрич – дете от обикновено хърватско семейство, което живее с майка си, баща си и болна ѝ малка сестра. Детството ѝ минава в безгрижни приключения и обиколки с колело из Загреб, заедно с най-добрият ѝ приятел. Всичко се променя, когато започва войната в Югославия. На връщане от Сараево, където се налага да оставят по-малката ѝ сестра поради влошаващото ѝ се състояние, Ана и родителите ѝ се натъкват на четническа барикада. След като разбират, че са хървати, сърбите ги разстрелват един по един заедно с друга група задържани, но момичето успява да се спаси като пада в масовия гроб с тялото на баща си. След като всичко утихва, тя тръгва по пътя и стига до окупирано хърватско селце, където бива приета в дома на бедна жена и синът ѝ, който е само с няколко години по-голям от Ана. Последният е член на местната съпротива и не след дълго момичето се включва активно в организацията, докато след един злополучен ден тя не споделя, че е от Загреб и домакинята ѝ не я изпраща вкъщи. Там, кръстниците ѝ правят всичко възможно за да я изпратят при сестра ѝ, която е на лечение в Америка и бива осиновена от американско семейство. Задача, обаче, не се оказва никак лесна, но въпреки пречките тя успява да стигне отвъд океана, където започва новият ѝ живот.
Години по-късно, тя бива поканена да разкаже за спомените си от войната пред членове на ООН. Това отключва в нея желанието да се върне в Хърватия, за да издири най-добрият си приятел от детството и своите кръстници, както и да се опита да намери лобното място на родителите си. Това пътуване към миналото е изпълнено с много болезнени спомени, открития и дилеми, но и води до осъзнаване на много дълбоки истини за войната и времето след нея.